# Kazimierz Kay-Skrzypecki
Kazimierz Kay-Skrzypecki, född 25 november 1905, död 23 januari 1964, var en polskfödd brittisk rodelåkare. 
Kay-Skrzypecki omkom under ett träningsåk på OS-banorna i österrikiska Innsbruck 1964, sex dagar innan spelen startade. Han tappade balansen och flög ur banan. Han fördes snabbt till sjukhus efter olyckan, men där konstaterades det att hans liv inte gick att rädda.
Kay-Skrzypecki var pilot i Royal Air Force.